# خوش أب (حومة دشتستان)
خوش أب (بالفارسية: خوش‌آب) هي قرية تقع في إيران في منطقة مركزية ريفية. يقدر عدد سكانها بـ 914 نسمة بحسب إحصاء 2016.